# اس‌اس کالیفرنیا (۱۸۴۸)
اس‌اس کالیفرنیا (۱۸۴۸) (به انگلیسی: SS California (1848)) یک کشتی است که طول آن ۲۰۳ فوت (۶۲ متر) می‌باشد. این کشتی در سال ۱۸۴۸ ساخته شد.